# 莎乐美 (戏剧)
《莎乐美》 （法语: Salomé, 發音：[salɔme]） 是爱尔兰作家奥斯卡·王尔德的一部独幕悲剧。《莎乐美》初版以法语发表于1891年，1894年出版了第一个英译版，汉译本以田汉翻译版影响力最广。该剧主要讲述了希律王的继女莎乐美在母亲希罗底指使下以七纱之舞引诱希律王将自己求爱失败而心生恨意、曾指责希罗底通奸的施洗约翰斩首，最后被处死的故事。
《莎乐美》在1896年首演于巴黎，但因为描述了圣经人物而在英国遭到封禁，直到1931年才获以解封公演。该剧在德国甚为流行，德国作曲家理查德·施特劳斯以之为蓝本于1905年创作了同名歌剧。歌剧《莎乐美》的国际影响力往往盖过了王尔德的戏剧，并进一步被改编为电影和其他作品。